# Лаген
Лаге́н (фр. Laguenne, окс. Las Guenas) — коммуна во Франции, находится в регионе Лимузен. Департамент — Коррез. Входит в состав кантона Тюль-Кампань-Сюд. Округ коммуны — Тюль.
Код INSEE коммуны — 19101.
Коммуна расположена приблизительно в 410 км к югу от Парижа, в 80 км юго-восточнее Лиможа, в 3 км к юго-востоку от Тюля.

## Население
Население коммуны на 2008 год составляло 1471 человек.
| 1962 | 1968 | 1975 | 1982 | 1990 | 1999 | 2008 |
| ---- | ---- | ---- | ---- | ---- | ---- | ---- |
| 1322 | 1458 | 1610 | 1511 | 1467 | 1448 | 1471 |

## Экономика

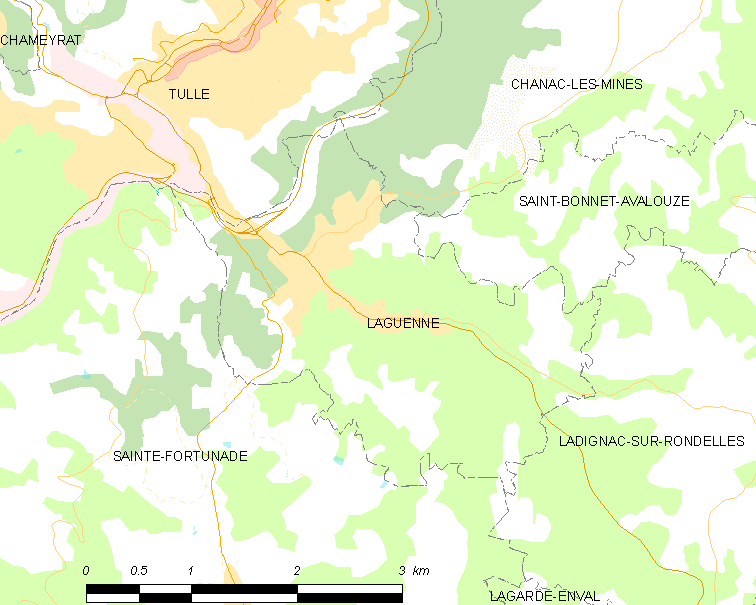
Карта коммуны

В 2007 году среди 925 человек в трудоспособном возрасте (15-64 лет) 719 были экономически активными, 206 — неактивными (показатель активности — 77,7 %, в 1999 году было 71,8 %). Из 719 активных работали 683 человека (329 мужчин и 354 женщины), безработных было 36 (15 мужчин и 21 женщина). Среди 206 неактивных 52 человека были учениками или студентами, 102 — пенсионерами, 52 были неактивными по другим причинам.

## Достопримечательности
- Дом кардинала Сюдра (XIII—XIV века). Памятник истории с 1927 года[3]
- Церковь Сен-Кальмин (XII век). Памятник истории с 1976 года[4]